# Ʋ̃̀
Cette page contient des caractères spéciaux ou non latins. S’ils s’affichent mal (▯, ?, etc.), consultez la page d’aide Unicode.
Ʋ̃̀ (minuscule : ʋ̃̀), appelé V de ronde tilde accent grave ou V crosse tilde accent grave, est un graphème utilisé dans l’écriture du puguli. Il s’agit de la lettre Ʋ diacritée d’un tilde et d’un accent grave.

## Représentations informatiques
Le V de ronde tilde accent grave peut être représenté avec les caractères Unicode suivants :
- décomposé (latin de base, diacritiques)[1],[2],[3] :

| formes    | représentations | chaînes de caractères | points de code       | descriptions                                                                  |
| --------- | --------------- | --------------------- | -------------------- | ----------------------------------------------------------------------------- |
| capitale  | Ʋ̃̀               | Ʋ◌̃ ◌̀                  | U+01B2 U+0303 U+0300 | lettre majuscule latine v crosse diacritique tilde diacritique accent grave   |
| minuscule | ʋ̃̀               | ʋ◌̃ ◌̀                  | U+028B U+0303 U+0300 | lettre minuscule latine v de ronde diacritique tilde diacritique accent grave |